# Костяков, Алексей Николаевич
Алексе́й Никола́евич Костяко́в (16 (28) марта 1887, Серпухов — 30 августа 1957, Москва) — советский учёный-мелиоратор, член-корреспондент АН СССР, действительный член ВАСХНИЛ, доктор технических и сельскохозяйственных наук, профессор. Основоположник советской мелиоративной науки.

## Биография
По окончании Серпуховской гимназии с золотой медалью поступил на инженерное отделение Московского сельскохозяйственного института. Будучи студентом, работал техником в Московском управлении земледелия на мелиоративных объектах в Московской и Тамбовской губерниях.
В 1912 году окончил Московский сельскохозяйственный институт и был оставлен при нём для подготовки к научной и педагогической деятельности под руководством профессоров В. В. Подарева и В. Р. Вильямса.
В 1912—1919 годах впервые организовал проведение гидромодульных (опытно-мелиоративных) исследований, работая в эти годы заведующим Гидромодульной частью Отдела земельных улучшений Министерства земледелия и одновременно — ассистентом кафедры инженерного искусства Московского сельскохозяйственного института (1914—1919).
Педагогическую практику начал в 1914 году, читая курс гидротехники и мелиорации в Департаменте земледелия для подготовки специалистов по луговодству. С 1915 по 1917 год читал курсы сельскохозяйственной гидротехники на Высших женских Голицынских сельскохозяйственных курсах.
В 1918—1923 годы — заведующий Опытно-мелиоративной частью Управления мелиорации Наркомзема РСФСР.
С 1919 по 1930 год — профессор, заведующий кафедрой сельскохозяйственных мелиораций МСХА, которая была создана благодаря его усилиям.
С 1930 по 1957 год — профессор Московского института инженеров водного хозяйств.
В 1923 году по его инициативе был создан Государственный институт сельскохозяйственной мелиорации, директором которого он являлся до 1929 года. В 1930—1937 годах был заместителем директора института по научной части.
В 1933 году был избран членом-корреспондентом Академии наук СССР. В 1934 году ему была присвоена степень доктора технических наук, в 1937 — доктора сельскохозяйственных наук (без защиты диссертации).
В 1935 году был утверждён действительным членом ВАСХНИЛ и назначен в ней председателем Секции гидротехники и мелиораций, объединяющей в научно-методическом отношении работу местных республиканских институтов по гидротехнике и мелиорации.
В 1938—1945 годах работал старшим научным сотрудником Секции водохозяйственных проблем АН СССР. До 1949 года руководил разработкой темы комплексного использования водных ресурсов малых рек, затем темой влияния гидротехнических сооружений на режим грунтовых вод земельных массивов.

Могила А. Н. Костякова на Новодевичьем кладбище в Москве

Похоронен в Москве на Новодевичьем кладбище (участок № 5).

## Научная деятельность
Автор более 200 научных трудов.
Разработал способы и методы планирования, проектирования и строительства мелиоративных систем, методы гидромодульного районирования зон орошения, водосберегающих режимов орошения, учение о режиме орошения и технике полива сельскохозяйственных культур, теорию и методы расчета почвозащитной техники полива, методы борьбы с засолением орошаемых земель, методы расчета поливных режимов для различных районов страны. Разработал основы генетической теории стока поверхностных вод, методы расчета проводящих каналов осушительной сети и определения сезонных норм стока, теорию работы дренажа в зависимости от гидрогеологических условий и свойств почвы.
Обобщил теоретические разработки и опыт мелиоративных работ в аридной и гумидной зонах страны в работе «Основы мелиорации» (1927). В книге изложены теоретические основы науки о сельскохозяйственных гидротехнических мелиорациях, сформировавшейся на стыке агрономических и инженерных отраслей знаний, дана система комплексных мероприятий, направленных на коренное изменение природных условий, неблагоприятных для возделывания сельскохозяйственных культур. Книга была переведена на венгерский (1955), болгарский (1956) и немецкий языки (1959).
Кроме научной и педагогической работы осуществлял связь с производством, участвуя в проведении исследовательских работ для обоснования конкретных мелиоративных проектов, в рассмотрении и экспертизе проектов, в приёмке в эксплуатацию построенных сооружений: был председателем правительственных комиссий по приёмке в эксплуатацию Большого Ферганского канала (1939), Каттакурганского водохранилища (1942), Невинномысского канала на Ставрополье (1948)

## Награды и премии
- Заслуженный деятель науки и техники РСФСР (1936)
- Сталинская премия третьей степени (1951) — за внедрение в сельскохозяйственное производство новых методов орошения с применением временных оросительных каналов
- Сталинская премия первой степени (1952) — за научный труд «Основы мелиораций» (1951)
- два ордена Ленина (1949; 27 марта 1954)
- три ордена Трудового Красного Знамени (6 декабря 1940 «в ознаменование 75-летнего юбилея Московской ордена Ленина Сельскохозяйственной Академии имени К. А. Тимирязева, за выдающиеся заслуги в деле развития сельскохозяйственных наук и подготовки высококвалифицированных специалистов сельского хозяйства»; 10 июня 1945; сентябрь 1945)
- медали
- Золотые медали ВСХВ

## Память
- Имя Костякова с 1958 года носит Всесоюзный научно-исследовательский институт гидротехники и мелиорации.
- В 1958 году именем Костякова названа улица в Москве[3].
- В 1975 году в Москве Костякову установили памятник (скультор Н. Б. Никогосян, архитектор Н. П. Сукоян). В 1992 году памятник был рекомендован к постановке на государственную охрану[4]. В 2007 году монумент взяли под государственную охрану[5][6].

## Основные работы
- Костяков А. Н. Обзор оросительных норм в разных странах. — М.: Типо-лит. В. Рихтер, 1914. — 460 с.
- Костяков А. Н. Очерки по орошению на юге и юго-востоке России. — М.: [Б. и.], 1914. — 93 с.
- Костяков А. Н. Гидромодульная часть, предмет, задачи и значение ее работ. — М.: [Б. и.], 1915. — 45 с.
- Костяков А. Н. Основные элементы расчета осушительных систем. Материалы, программа и методы их изучения. — М.: Типо-лит. В. Рихтер, 1916. — 403 с.
- Костяков А. Н. Основные элементы водопользования и их изучение. Нормы, способы и порядок пользования водой в с.-х. целях при гидротехнических мелиорациях. — М.: [Б. и.], 1916. — 16 с.
- Костяков А. Н. Предмет сельскохозяйственной гидротехники, как науки и ее преподавание в специальной высшей школе. — М.: Типо-лит. В. Рихтер, 1916. — 20 с.
- Костяков А. Н. Диаграммы водопользования. Метод построения их. — М.: Типо-лит. Кушнерева, 1918. — 23 с.
- Общий отчет о деятельности гидромодульной части в 1915 году. Сост. А. Н. Костяков. — М.: [Б. и.], 1918. — 55 с.
- Костяков А. Н. Основные элементы расчета оросительных систем и их изучение. — М.: Типо-лит. Кушнерева, 1919. — 437 с.
- Костяков А. Н. Задачи Опытно-мелиоративного отделения Народного комиссариата земледелия и его очередные работы. — М.: ГИЗ, 1920. — 8 с.
- Костяков А. Н. Задачи и нужды исследований в области мелиораций в России. — М.: «Новая деревня», 1923. — 140 с.
- Костяков А. Н. Мелиорация в борьбе с неурожаями. — М.: Изд-во Госплана, 1924. — 21 с.
- Костяков А. Н. Перспективы мелиораций в СССР. Европейская часть. — М.: Изд-во Госплана, 1925. — 375 с.
- Костяков А. Н. Опытно-мелиоративная лаборатория. — М.: Изд-во ГИСХМ, 1926. — 46 с.
- Костяков А. Н. Мелиорация и социалистическое сельское хозяйство. Мелиоративные вопросы, требующие опытного изучения в связи с социалистической реконструкцией сельского хозяйства. — М.: Сельхозгиз, 1930. — 16 с.
- Костяков А. Н. К вопросу о факторах модуля стока и их изучении. — М.: Сельколхозгиз, 1931. — 63 с.
- Программа курса «Мелиорация» для инженеров гидротехников-мелиораторов. Сост. А. Н. Костяков. — М.: Изд-во Глав. упр. вузов и техникумов НКЗ СССР, 1934. — 22 с.
- Костяков А. Н. Работы Всесоюзного научно исследовательского института гидротехники и мелиорации по вопросам ирригации Заволжья. — М.: Изд-во ВАСХНИЛ, 1935. — 19 с. — (Труды ВАСХНИЛ, серия XVI «Ирригация и мелиорация», вып. 8.)
- Костяков А. Н. Состояние орошения в Заволжье и его первоочередные нужды. — М.: Изд-во ВАСХНИЛ, 1936. — 24 с. — (Труды ВАСХНИЛ, серия XVI «Мелиорация», вып. 6.)
- Костяков А. Н. Борьба с засолением почвы в районах хлопководства. Тезисы. — М.: Тип. изд-ва «Крестьянская газета», 1936. — 11 с.
- Костяков А. Н. Академик В. Р. Вильямс и мелиоративная наука. — М.: Изд-во МГМИ, 1941. — 12 с.
- Костяков А. Н. Предупредительные мероприятия против заболачивания и засоления земель при орошении. — М.: Изд-во Наркомзема СССР, 1945. — 28 с.
- Костяков А. Н., Фокеев П. И. Задачи мелиорации в свете учения В. Р. Вильямса. — М.: Изд-во Высш. парт. школы при ЦК ВКП(б), 1948. — 8 с.
- Костяков А. Н. О новой системе орошения. Тезисы доклада-лекции. — М.: Изд-во Минсельхоза СССР, 1951. — 6 с.
- Костяков А. Н. Новая система орошения земель в СССР. — М.: «Знание», 1953. — 36 с.
- Костяков А. Н. Развитие орошения в СССР. Стенограмма публичной лекции. — М.: «Правда», 1951. — 31 с.
- Костяков А. Н., Кременецкий Н. Д., Кутергин В. А. Орошение и строительство водоемов. — М.: «Молодая гвардия», 1950. — 104 с.
- Костяков А. Н. О влиянии оросительных каналов и систем на режим грунтовых вод земельных массивов и методы управления им // Влияние оросительных систем на режим грунтовых вод. Сб. 1. Под ред. П. Я. Полубариновой-Кочиной. — М.: Изд-во АН СССР, 1956. — 451 с. — С. 85—447.
- Костяков А. Н. Избранные труды. В 2-х тт. — М.: Сельхозгиз, 1961:

- Т. 1. — 807 с.
- Т. 2. — 743 с.

### «Основы мелиораций»
- Костяков А. Н. Основы мелиораций. — М.: [Б. и.], 1927. — 762 с.
- Костяков А. Н. Основы мелиораций. 2-е изд., испр. и доп. — М.; Л.: ОГИЗ; Гос. изд-во с/х и колз.-коопер. лит., 1931. — 664 с.
- Костяков А. Н. Основы мелиораций. 3-е изд., испр. и доп. — М.: Сельхозгиз, 1933. — 887 с.
- Костяков А. Н. Основы мелиораций. 4-е изд., испр. и доп. — М.: Сельхозгиз, 1938. — 732 с.
- Костяков А. Н. Основы мелиораций. 5-е изд., перераб. — М.: Сельхозгиз, 1951. — 751 с.
- Костяков А. Н. Основы мелиораций. 6-е изд., перераб. и доп. — М.: Сельхозгиз, 1960. — 622 с.

### Переводы и редакторская работа
- Постановка и некоторые результаты исследований в области орошения в Северной Америке. Сб. Пер. англ. под ред. А. Н. Костякова. — М.: Типо-лит. В. Рихтера, 1915. — 367 с.
- Фаузер О. Мелиорация. Пер. с нем. А. А. Черкасова. Под ред. А. Н. Костякова. Ч. 1. Общие понятия. Осушение. — Берлин; Рига: «Наука и жизнь», 1921. — 106 с.
- Фаузер О. Мелиорация. Пер. с нем. А. А. Черкасова. Под ред. А. Н. Костякова. Ч. 2. Орошение. Культура неудобных земель. — Берлин; Рига: «Наука и жизнь», 1922. — 141 с.
- Ирригация Заволжья. Сб. ст. Под общ. ред. А. Н. Костякова. — М.: Сельхозгиз:

- Т. 1. Режим и техника орошения. — 1936. — 408 с.
- Т. 2. Результаты опытно-исследовательских работ в Заволжье. — 1939. — 286 с.

- Борьба с засолением почв в орошаемых районах. Итоги пленума Секции ирригации и мелиорации 25/I — 31/I 1936 г. Под ред. А. Н. Костякова. — М.: Изд-во ВАСХНИЛ, 1937. — 128 с. — (Труды ВАСХНИЛ, вып. 24.).
- Мелиорация земель нечерноземной полосы СССР. Итоги II пленума Секции мелиорации и гидротехники 25—29 апр. 1936 г. Под ред. А. Н. Костякова. — М.: Изд-во ВАСХНИЛ, 1937. — 84 с. — (Труды ВАСХНИЛ, вып. 16.)
- Дождевание. Работы V пленума Секции гидротехники и мелиорации 9—11 мая 1937 г. Под ред. А. Н. Костякова. — М.; Л.: Изд-во ВАСХНИЛ, 1937. — 57 с. — (Труды ВАСХНИЛ.)
- Осушение и освоение болот. Материалы VII пленума Секции гидротехники и мелиорации 4—8 июля 1938 г. Под ред. А. Н. Костякова и А. Д. Ерохина. — М.: Изд-во ВАСХНИЛ, 1939. — 88 с.
- Сельскохозяйственное водоснабжение. Сб. Под ред. А. Н. Костякова. — М.: Изд-во ВАСХНИЛ, 1939. — 56 с.
- Пособие для упражнений и лабораторных занятий по мелиорации. Сост. С. Ф. Аверьянов, А. Д. Брудастов, А. Н. Костяков и др. Под общ. ред. А. Н. Костякова. — М.: Сельхозгиз, 1940. — 216 с.
- Повышение урожаев хлопка в Средней Азии. Сб. Под ред. А. Н. Костякова и А. Д. Ерохина. — М.: Изд-во ВАСХНИЛ, 1941. — 104 с.
- Вопросы использования водных ресурсов Средней Азии. Сб. ст. Отв. ред. А. Н. Костяков и П. А. Летунов. — М.: Изд-во АН СССР, 1954. — 168 с. — (Труды Арало-Каспийской комплексной экспедиции, вып. 3.)
- Обводнение пастбищ и водоснабжение животноводческих ферм. Сб. ст. Под ред. А. Н. Костякова и К. Г. Липатова. — М.: Сельхозгиз, 1955. — 140 с.
- Осушение и освоение земель Мещерской низменности. Материалы совещания 1—2 декабря 1954 г. Под ред. А. Н. Костякова и К. Г. Липатова. — М.: Сельхозгиз, 1955. — 181 с.
- Использование местного стока в засушливых районах. Сб. Под ред. А. Н. Костякова и К. Г. Липатова. — М.: Сельхозгиз, 1957. — 48 с.
- Мелиорация и сельскохозяйственное использование пойменных земель. Сб. Под ред. А. Н. Костякова и К. Г. Липатова. — М.: Сельхозгиз, 1957. — 165 с.
- Влияние оросительных систем на режим грунтовых вод. Сб. 2. Отв. ред. А. Н. Костяков и В. Т. Турчинович. — М.: Изд-во АН СССР, 1959. — 215 с.